# A Batalha de Anghiari
A Batalha de Anghiari foi um suposto afresco que Leonardo da Vinci executou por volta de 1505, no Palazzo Vecchio, Florença. Existe a possibilidade de o afresco ter sido escondido por debaixo do mural que Giorgio Vasari realizou alguns anos depois em substituição ao de da Vinci. Essa suspeita surgiu no ano de 2012, pois na obra de Vasari está escrito em italiano na parte superior central "Cerca Trova", e, em português, podemos traduzir a frase como busque e achará. Isso levou os investigadores a introduzirem um sonda no mural de Vasari, em fissuras preexistentes, e, para o espanto de todos, o material recolhido era justamente um de pigmentação escura exclusivo de Leonardo.

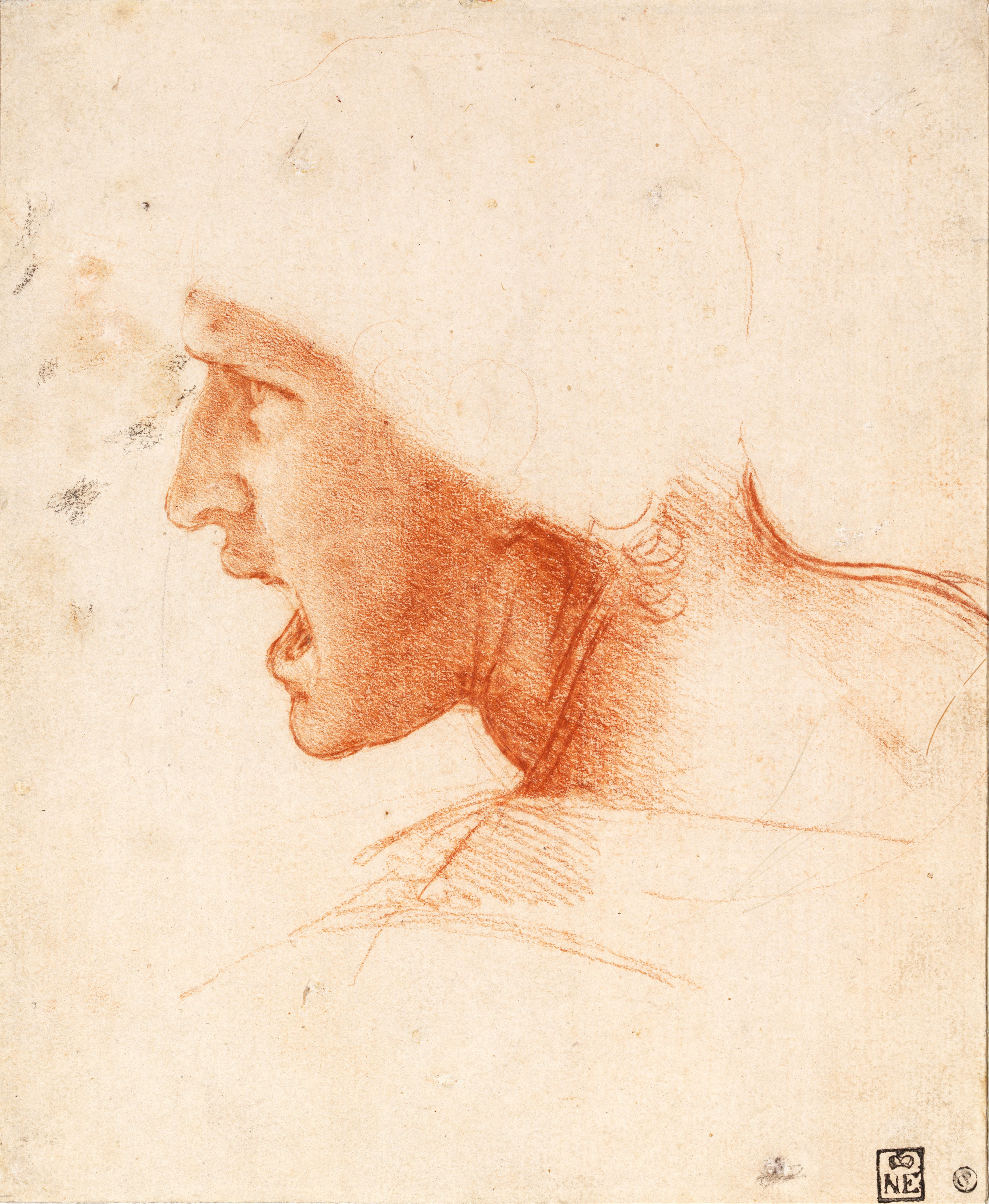
Estudo de um personagem da Batalha de Anghiari feito por Leonardo da Vinci.

## História
Por volta de 1503, Leonardo da Vinci recebeu a que talvez tenha sido a sua encomenda mais importante - pintar um enorme afresco na Sala del Gran Consiglio, um salão nobre no Palazzo Vecchio em Florença. A vitória dos florentinos sobre os milaneses na batalha de Anghiari foi o tema escolhido, no assunto idealmente adequado aos seus talentos. Há muito tempo ele queria pintar uma batalha.
O trabalho no cartão começou em outono de 1503, mas no afresco em si, pouco progresso foi feito. Quando ele começou a pintar, em 1505, experimentou uma nova técnica, mas os resultados foram desastrosos. O trabalho que tinha sido terminado resistiu um certo tempo, mas acabou repintado quando o Palazzo passou por uma grande restauração em 1565. O cartão se perdeu, mas os esboços preliminares a bico de pena ainda existem.
Leonardo descreveu extensamente os detalhes que desejava incluir e as emoções que queria transmitir. Ele menciona poeira, terra e fumaça, o terror e a agonia da morte. Mesmo os esboços transmitem vividamente a confusão e o medo da batalha. Leonardo desenhou muitas das suas formas contorcidas preferidas e figuras sobrepostas para planejar a composição. Trabalhou nas formas individuais dos guerreiros. Durante muitos anos, ele sustentou que cabeça e tórax não deveriam estar voltados para a mesma direção, e os soldados em ação eram uma ótima oportunidade de transmitir a tensão dramática desta maneira.
Ele também desenhou esboços de grupos - cavalos e guerreiros, os vivos e os mortos, e os vitoriosos e os derrotados.

## Dúvidas sobre a existência da obra
“A Batalha de Anghiari” foi considerada um dos grandes mistérios que cercavam Leonardo da Vinci, a ponto de alguns a chamarem mesmo de “Santo Graal da História da Arte”. Foi procurada ao longo dos séculos – sempre no mesmo local.
Os que defendiam a sua existência afirmavam que o suposto fresco de Leonardo da Vinci, obra de sete metros de altura e 17 de comprimento estava escondido atrás de outro fresco que representa “A Batalha de Scannagallo”, pintada em 1563 por Giorgio Vasari.
Porém, em 2020 é revelado que a obra de Leonardo da Vinci nunca existiu, segundo prestigiados professores de história da arte e renomados restauradores. O resultado de seis anos de trabalho foi o livro de 610 páginas, com o título “O Grande Salão do Palazzo Vecchio e a Batalha de Anghiari de Leonardo da Vinci; estudos e documentos”.
O certo é que o fresco foi, de facto, encomendado ao génio do Renascimento para pintar, no início do século XV, a lendária batalha de Anghiari contra o Ducado de Milão em 1440, no Grande Salão do Antigo Palácio localizado na Plaza de la Senhoria. Porém, a parede na qual havia preparado o estuque provavelmente foi demolida logo depois.
Os documentos atestam que, entre 1503 e 1506, Leonardo da Vinci recebeu materiais destinados a uma cartolina preparatória – mas não as cores para pintar uma parede.
Em suma, Leonardo da Vinci não passou de fazer uma série de estudos ou caricaturas preparatórias, feitas no convento de Santa Maria Novella, muito próximo ao Palácio Velho.